# さへづり草
さへづり草は、1910年に発行された見聞録である。和漢の故事、地名人名の由来、俳諧俳人についての噂話、芝居の役者の伝記、動植物の名義、世間の風俗、風評、地理などを書きつづった書物である。

## 概要
「さへづり草」の著者は、俳人の加藤昶である。加藤は、号は雀庵のほかに堤隣翁、千声などが存在し、俳諧では升金、篠廼舎、白鴎などの号を持つ。1875年（明治8年）12月に81歳で没した。
天保年間から文久3年（1863年）までの約30年間に雀庵が「見聞に任せて座右消閑にものしたるもの」を、明治43年（1910年）に、室松岩雄編・雀庵長房著「さへづり草 むしの夢」として一致堂書店より刊行された。